# Dvorec Austrått
Dvorec Austrått (norveško Austråttborgen)) ali Austrått (v srednjem veku Østråt, tudi Østraat in Austråt) v občini Ørland v Trøndelagu ob izlivu Trondheimfjorda je eden najbolj znanih dvorcev srednjega veka v Trøndelagu. Bil je sedež močnih srednjeveških poglavarjev.

## Zgodovina
Srednjeveške stavbe so bile lesene. Le cerkev je bila kamnita v začetku 13. stoletja. Bila je lastnikova zasebna kapela in je imela velik stolp, ki je bil primeren tudi za obrambo. V palačnem kompleksu, ki ga je Ove Bjelke zgradil v letih 1654-1656, je bil stolp povezan z glavno stavbo z obzidjem in gospodarskimi poslopji, kar je povzročilo štirikoten stavbni kompleks, ki je oklepal spodnje in zgornje dvorišče. Posebej presenetljiv je bil glavni portal, uokvirjen z okvirjem iz steatita, na katerem so bili vklesani grbi lastnikov. Okoli spodnjega dvorišča je vodila pokrita galerija z lesenimi kariatidami (modre in nespametne device) ter podobami iz Stare zaveze. Sredi glavne stavbe je bilo tudi stopnišče in loža. V stari cerkvi je bila vzidana viteška dvorana. Imela je bogato rezljana baročna hrastova vrata in marmornat kamin. Kapela je bila pod viteško dvorano. Poleg srednjeveških lesenih figur je bil tam tudi bogat, novejši baročni inventar.
Udar strele jeseni 1916 je povzročil požar, ki je uničil velik del glavne stavbe. Toda velik del cerkvene opreme bi se dalo rešiti. Obnovitvena dela so se začela leta 1920. Leta 1922 je bila obnovljena glavna stavba, leta 1927 pa so bila dokončana tudi gospodarska poslopja. Po drugi svetovni vojni je bil objekt dokončno dokončan in leta 1961 slovesno predan državi. Od leta 1923 je spomeniško zaščitena stavba.
- Dvorec s kamnito piramido v ospredju
- Austrått iz 1857 na risbi
- Tloris dvorca iz leta 1904
- Ruševine po požaru 1916

## Lastništvo
V prvi polovici 11. stoletja je dvorec pripadal gospodu Finnu Arnessonu. V 12. stoletju je bil v lasti Åsulv Eriksson, eden od mož, ki so umorili vojvodo Skule Bårdssona. Okoli leta 1400 je bila lastnica dvorca Elsebe Ottesdatter iz rodbine Rømer, ki je bila poročena z Jakobom Fastulvsenom. Njuna vnukinja Gertrud Narvesdatter je posestvo prenesla na očima Henrika Jensena iz družine Gyldenløve. Sledil je Gertrudin bratranec Otte Madsson (Rømer). Njegova hči Ingerd Ottesdotter je posestvo podedovala po njem. Bila je snaha prejšnjega lastnika Henrika Jenssona, Reichshofmeisterja Nilsa Henrikssona, prav tako Gyldenløveja. Njuna hči Lucie je bila poročena z Jensom Tillufsønom Bjelkejem. Njun vnuk, kancler Jens Ågesøn Bjelke, je imel v 17. stoletju največje posestvo na Norveškem. Imenoval se je »zu Austrått«, ker je menil, da je ta dvorec najpomembnejši del njegove posesti. V času njegovega lastništva je Austrått obsegal skoraj 100 kmetij, skoraj vso zemljo župnije Ørland. Imel je tudi graščini Storfosen in Tønnøl, ki sta bili dolgo povezani z Austråttom. Njegov sin Ove Bjelke je v letih 1654-1656 na Austråttu zgradil veličasten dvorec podoben trdnjavi.
Austrått je imel kot dvorec veliko privilegijev, ki so bili leta 1719 preklicani, leta 1781 pa obnovljeni. Leta 1760 je dvorec pridobil trgovski svetnik Hans Holtermann. V družini je ostal do leta 1873. Leta 1883 je posest kupil odvetnik Johannes Heftye, ki je dal porušiti vse poznejše pomožne stavbe. Dvorec Austrått je od leta 1918 v lasti države, posest in nekdanje kmetijsko zemljišče z bližnjo kmetijo, kot Austråttgården, pa pripada občini Ørland. Takrat je bilo leta 1800 220 hektarjev kmetijskih zemljišč, danes jih je le še 45 hektarjev.

## Druga svetovna vojna
Med drugo svetovno vojno je nemška posadka tam zgradila trdnjavo ali Fort Austrått s kupolo "C" bojne ladje Gneisenau. To je edini ohranjeni stolp te vrste. Trdnjava je bila porušena leta 1968. Vendar je bila baterija ohranjena do leta 1977. Leta 1990 je trdnjavo kupilo Ministrstvo za obrambo za 1.100.000 NOK. Danes potekajo vodeni ogledi utrdbe v poletnem času, ki je pod upravo Forsvarsbygg nasjonale festningsverk, ki skrbi za ohranjanje kulturnih spomenikov, povezanih z obrambo Norveške.